# North Washington (Iowa)
North Washington es una ciudad ubicada en el condado de Chickasaw en el estado estadounidense de Iowa. En el Censo de 2010 tenía una población de 117 habitantes y una densidad poblacional de 227 personas por km².

## Geografía
North Washington se encuentra ubicada en las coordenadas 43°7′2″N 92°24′55″O / 43.11722, -92.41528. Según la Oficina del Censo de los Estados Unidos, North Washington tiene una superficie total de 0.52 km², de la cual 0.52 km² corresponden a tierra firme y (0%) 0 km² es agua.

## Demografía
Según el censo de 2010, había 117 personas residiendo en North Washington. La densidad de población era de 227 hab./km². De los 117 habitantes, North Washington estaba compuesto por el 97.44% blancos, el 1.71% eran afroamericanos, el 0% eran amerindios, el 0% eran asiáticos, el 0% eran isleños del Pacífico, el 0.85% eran de otras razas y el 0% pertenecían a dos o más razas. Del total de la población el 2.56% eran hispanos o latinos de cualquier raza.